# 不思議惑星キン・ザ・ザ
『不思議惑星キン・ザ・ザ』（ふしぎわくせいキン・ザ・ザ、露原題：Кин-дза-дза! Kin-dza-dza!）は、1986年発表のソビエト連邦のディストピアコメディー・SF映画。モスフィルム製作、ゲオルギー・ダネリヤ監督、ゲオルギー・ダネリヤ、レヴァズ・ガブリアゼ脚本。135分のカラー映画である。ロシア人の間でカルト的な人気を集め、同国民は作中のユーモラスな対話をしばしば真似する。
ソ連全土で1570万人の驚異的な観客を動員。その後も世界中でカルト的人気を博し、日本でも上映された。
監督自身の手になるアニメ版『クー! キン・ザ・ザ』が、2013年に公開された。舞台が21世紀はじめに移され、登場人物にも一部変更がある（マシコフとゲデヴァンが、それぞれ世界的チェロ奏者のウラジーミル・チジョフとその甥でDJ志望のトーリクに変更）。

## ストーリー
1980年代の冬のモスクワ。「ボーバおじさん」（дядя Вова）ことマシコフと「バイオリン弾き」（Скрипач）のジョージア人学生ゲデバンは、異星人を名乗る裸足の男の持つテレポート装置によって、キン・ザ・ザ星雲の砂漠の惑星プリュクに飛ばされてしまう。地球へ帰るため、2人の長い旅が始まった。
星の住民は地球人と同じ姿をしており、見かけによらぬハイテクと、地球人類を風刺したかの様な野蛮な文化を持っていた。彼らはテレパシーを使うことができ、話し言葉は「キュー」と「クー」のみで、前者は罵倒語、後者がそれ以外を表す。しかし、高い知能を持つ彼らはすぐにロシア語を理解し話すことができた。この星の社会はチャトル人（Чатлане）とパッツ人（Пацаки）という2つの人種に分かれており、支配者であるチャトル人に対して被支配者であるパッツ人は儀礼に従わなければならない。両者の違いは肉眼では判別できず、識別器を使って区別する。
この星を支配しているのは、武器を使って好き勝手に威張り散らしている「エツィロップ」と呼ばれる警官たちである。プリュクの名目上の為政者はPJ様（ПЖ）と呼ばれ、人々は彼を熱烈に崇拝している。プリュクにおける燃料は水から作られたルツ（Луц）というものである。自然の水は取り尽くされ、飲み水は貴重品となっており、ルツから戻すことでしか手に入らない。プリュクでは地球のマッチ棒（の上の化学物質）が非常に高価なものであり、カツェと呼ばれて事実上の通貨となっており、所有者は特典が受けられる。

## 解釈
ディストピアな設定はソビエト社会の寓意的描写ではないかと言われる。実際ダネリヤの監督としての高い評価が、この奇妙で曖昧な映画がソビエトの厳しい検閲を通り抜けた唯一の理由であると言われている。作中では解説が若干省かれているので解りにくく、理解するには前後の伏線を注意深く頭に留めておく必要がある。

## キャスト
- マシコフ - スタニスラフ・リュブシン（英語版）
- ゲデバン - レバン・ガブリアゼ（英語版）
- ウエフ - エブゲーニー・レオノフ
- ビー - ユーリー・ヤコブレフ（英語版）

## 用語
- カツェ - マッチ。
- チャトル - 通貨。
- ツァーク - 低い身分であることを示す鼻に付ける小さな鈴。
- ペペラッツ - 宇宙船。釣鐘状をしておりプロペラのようなものを回して飛行する。
- グラビツァーパ - ペペラッツを時空移動させるための加速器。モーター部品。
- ルツ - ペペラッツに使われる燃料。水から作られる。
- エツィロップ - 権力者、警察官。
- エツィフ - 囚人を収容する小さな箱。
- 「キュー」 - 公言可能な罵声語。
- 「クー」 - それ以外の全ての表現。

## その他
- ゲデバン役のレヴァン・ガブリアゼ（英語版）は脚本を手がけたレバズ・ガブリアゼの息子であり、現在は彼も映画監督として活躍している。